# Саяногорськ
Саяного́рськ, також На-Соян-Тура (хак. Наа Сойан Тура, до 1975 року — село Означене) — місто в Росії, в Республіці Хакасія, адміністративний центр міського округу місто Саяногорськ. За площею і населенням займає третє місце в регіоні.
Чисельність населення 44 000 особи (2024).

## Фізико-географічна характеристика
Географічне розташування
Місто розташоване на лівому березі Єнісею, за 80 км на південь від Абакана, за 45 км на схід від залізничної станції Камишта на Южсибі.
рельєф
Місто розташоване в степовій зоні, селища Малий Карак, Великий Карак, Майна, Черемушки та  Богослівка знаходяться в гірничо-тайговій зоні.
клімат
Помірно континентальний клімат. 
 Річна кількість опадів: 250—300 мм. Випадають переважно в теплий період часу. 
 Середня температура липня: +18,6 °C 
 Середня температура Січня: −17,0 °C 
 Тривалість вегетаційного періоду: 160 днів.

## Історія міста
Засноване 6 листопада 1975 року в зв'язку з будівництвом Саяно-Шушенської ГЕС і Саянського алюмінієвого заводу, а згодом будівництва Хакаського алюмінієвого заводу на місці існуючого з початку XIX століття села Означеного.
Фортеця єнісейських киргизів Омай-Тура (звідси російське Майно, назва Майнського порога) закривала прохід уздовж Єнісею в Хакасько-Мінусінську улоговину. На її місці російською владою був заснований Саянський острог.
Село Означене, що лежить на лівому березі Єнісею, має давню історію. «Зазначений пункт є межею Російської держави», — так записано в історичних документах. Тут стояли прикордонний стовп і дозорна вишка козаків, а неподалік розташовувалися поселення Хакасія. У 1830 році селяни з села Очури, батько і сини Соломатова, заснували біля Майнського порога село Означене Шушенської волості Мінусінського округу. За іншими даними, Петро Перший наказав побудувати острог біля входу Єнісею в степ, який захищав південні кордони Сибіру і новопідданих Російської імперії (Хакасія) від набігів тувинців та монголів, указом від 1711 року. Вказавши, на карті місце і наказавши, … «побудувати острог і це місце означити!»
Нова сторінка історії Означеного почалася з приходом дослідників і будівельників Саяно-Шушенської ГЕС. У 1965 році неподалік було закладене тимчасове селище будівельників будівельно-монтажного поїзда. У 1968 році розгорнуто великопанельне домобудівництво: швидко стали рости п'ятиповерхові будинки, створюватися об'єкти виробничої інфраструктури, була утворена селищна рада. У 1970-ті рр. промислове і цивільне будівництво ще більш розширюється. У 1973 році почав видавати продукцію комбінат «Саянмармур» на базі Кибик-Кордонського і Саянського родовищ мармуру і граніту.
Будівництво Саяно-Шушенської ГЕС дало потужний поштовх розвитку продуктивних сил цього району і зростанню міських поселень. За короткий термін виникли селища міського типу Черемушки (селище гідробудівників) і Означене (на місці колишнього села), які разом з селищем міського типу Майна в 1975 році стали основою для утворення міста Саяногорська.

## Економіка

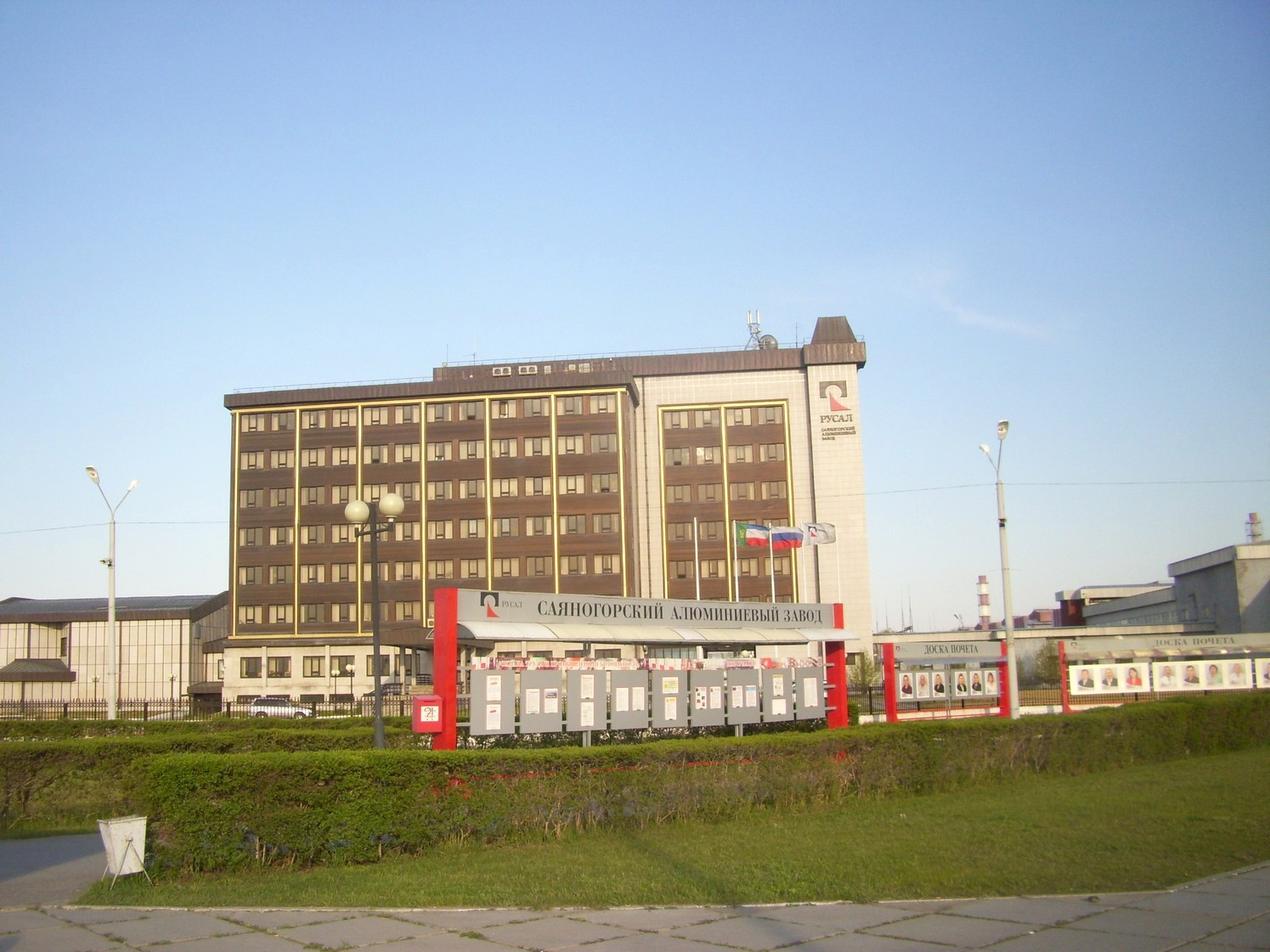
Саяногорський алюмінієвий завод

### Промисловість
Основні промислові підприємства міста:
- Саянський алюмінієвий завод — виробництво первинного алюмінію і сплавів на його основі;
- Хакаський алюмінієвий завод — виробництво первинного алюмінію і сплавів на його основі;
- Завод «Русал Саянал» — виробництво алюмінієвої фольги і пакувальних матеріалів на її основі;
- Компанія «Будсервіс»;
- Компанія «Саянбуд»;
- Компанія «Промбуд»;
- Завод «Саянмолоко»;
- ВАТ «Відділення тимчасової експлуатації» — підприємство промислового залізничного транспорту;
- Філія ВАТ «ФСК ЄЕС» Хакаський «ПМЕС Сибіру».

### Енергетика
- Саяно-Шушенська ГЕС
- Майнська ГЕС.

## Пам'ятки
Хребет Борус, Саянський алюмінієвий завод, Саяно-Шушенська ГЕС, береговий водоскид СШГЕС, гірськолижний комплекс «Гладуняк», Саяно-Шушенське водосховище.